# هوهنولن
هوهنولن (به آلمانی: Hohenöllen) یک شهر در آلمان است که در Lauterecken-Wolfstein واقع شده‌است. هوهنولن ۴۰۰ نفر جمعیت دارد.